# Mrs. Henry Wood
Pour les articles homonymes, voir Henry Wood.
Œuvres principales
- East Lynne (1861)

Ellen Price, dite Mrs. Henry Wood, est une écrivaine de langue anglaise née le 17 janvier 1814 à Worcester et morte le 10 février 1887 à Londres, elle est enterrée au cimetière de Highgate. Son œuvre la plus célèbre est le roman East Lynne (1861), histoire mélodramatique et moralisatrice sur l'infidélité conjugale, mâtinée d'injustices et de meurtres.

## Biographie
De constitution fragile et souvent malade, Ellen Price passe une bonne partie de son enfance auprès de ses grands-parents. Elle témoigne très jeune d'une grande mémoire et d'une imagination fertile. En 1836, âgée de vingt-deux ans, elle épouse Henry Wood, un banquier et un importateur à l'aise, avec qui elle a de nombreux enfants. La famille Wood réside pendant vingt ans en France dans le Dauphiné. Par plaisir, Mrs. Henry Wood aborde l'écriture en rédigeant de courtes nouvelles. 
En 1856, de mauvais placements réduisent le train de vie des Wood qui regagnent l'Angleterre. En 1860, Mrs. Henry Wood gagne un concours littéraire avec un premier roman et, l'année suivante, elle publie en feuilleton le roman qui la rend célèbre, East Lynne. Elle devient ainsi une des grandes représentantes de la littérature victorienne du roman à sensation, roman fleuve qui entremêle scènes larmoyantes et intrigues criminelles dans des histoires complexes aux personnages manichéens. Dans quelques romans apparaît un policier de Scotland Yard, l'inspecteur Butterby, qui se révèle souvent incapable d'élucider les affaires de vol (Les Channing, 1862) ou de meurtre (Roland Yorke, 1869) qui lui sont soumises. En fait, une enquête est souvent mieux menée par un proche ou même un domestique de la victime, qui se transforme en détective amateur, comme la gouvernante dans Le Maître de Greylands (1873).
En 1867, Mrs. Henry Wood devient directrice en chef de la version britannique du magazine The Argosy et y publie chaque mois, sous un pseudonyme (dont l'identité est révélée en 1880), une ou deux des quatre-vingt-dix nouvelles du cycle Johnny Ludlow qu'elle rédige entre janvier 1868 et juin 1891. La brièveté imposée par le format de la nouvelle réduit la part mélodramatique de ces récits au profit de l'intrigue policière où le héros exerce sa sagacité pour contrer les actions d'escrocs, de maîtres-chanteurs et d'assassins.

## Œuvre

### Romans
- Danesbury House (1860)
- East Lynne (en) (1861) - Disponible en 2 volumes sous le titre Lady Isabel en français sur Gallica Publié en français en deux volumes sous le titre Lady Isabel - East Lynne, traduction de Anthony B. North-Peat, Paris, La Patrie, 1862 Publié en français dans une traduction adaptée sous le titre Le Château tragique, Paris, Calmann-Lévy, 1886 Publié en français dans une nouvelle traduction sous le titre Les Châtelaines d'East Lynne, Paris, L'Ambassade du livre, 1959 ; réédition de la même traduction revue et corrigée sous le titre Les Mystères d'East Lynne, Paris, Éditions Le Masque, Labyrinthes no 125, 2004 ; réédition, Paris, Éditions Le Masque, coll. Masque Poche (suspense historique) no 4, 2013
- The Elchester College Boys (1861)
- A Life's Secret (1862)
- Mrs. Halliburton's Troubles (1862) - Disponible en 2 volumes en français sur Gallica. Publié en français sous le titre La Famille Halliburton, Paris, Société des traités religieux, 1868
- The Channings (1862) Publié en français sous le titre Les Channing, Paris, Grassart, 1864
- The Foggy Night at Offord: A Christmas Gift for the Lancashire Fund (1863) Publié en français sous le titre La Nuit du grand brouillard à Offord, Paris, Grassart, 1876
- The Shadow of Ashlydyat (1863)
- Verner’s Pride (1863) - Disponible en 2 volumes en français sur Gallica. Publié en français sous le titre La Gloire des Verner, (traduit par L. de L’Estrive), Paris, Hachette, Bibliothèque des meilleurs romans étrangers, 1878
- Lord Oakburn’s Daughters (1864) Publié en français sous le titre Les Filles de Lord Oakburn, (traduit par Léon Bochet), Paris, Hachette, Bibliothèque des meilleurs romans étrangers, 1876
- Oswald Cray (1864)
- Trevlyn Hold; or, Squire Trevlyn’s Heir (1864)
- William Allair; or, Running away to Sea (1864)
- Mildred Arkell: A Novel (1865)
- Elster’s Folly: A Novel (1866)
- St. Martin’s Eve: A Novel (1866)
- Lady Adelaide’s Oath (1867) - Disponible en 2 volumes en français sur Gallica. Publié en français sous le titre Le Serment de Lady Adelaïde, (traduit de l’anglais par Léon Bochet), Paris, Hachette, Bibliothèque des meilleurs romans étrangers, 1878
- Orville College: A Story (1867)
- The Ghost of the Hollow Field (1867)
- Anne Hereford: A Novel (1868) Publié en français sous le titre Anne Hereford, Paris, Grassart, 1878 ; réédition, Paris, Éditions du Petit Écho de la Mode, Collection Stella no 198, 1933
- Castle Wafer; or, The Plain Gold Ring (1868)
- The Red Court Farm: A Novel (1868) Publié en français sous le titre La Ferme rouge, Paris, Dubuisson/Le Télégraphe, 1878
- Roland Yorke: A Novel (1869) - Disponible en français (1872) en 2 volumes sur Gallica.
- Bessy Rane: A Novel (1870)
- George Canterbury’s Will (1870)
- Dene Hollow (1871)
- Within the Maze: A Novel (1872) Publié en français sous le titre Le Labyrinthe, Paris, Grassart, 1882
- The Master of Greylands (1873)
- Bessy Wells (1875)
- Adam Grainger: A Tale (1876)
- Edina (1876) Publié en français sous le titre Edina, Paris, Hachette, Bibliothèque des meilleurs romans étrangers, 1876
- Our Children (1876)
- Pomeroy Abbey (1878)
- Lady Adelaide  (1879)
- Court Netherleigh: A Novel (1881) Publié en français sous le titre L'Héritier de Court-Netherleigh, (traduit par M. J. Girardin), Paris, Hachette, Bibliothèque des meilleurs romans étrangers, 1884
- About Ourselves (1883)
- The Story of Charles Strange (1888)

### Recueils de nouvelles
- Johnny Ludlow (1874) Publié en français sous le titre Johnny Ludlow, (traduit par Tony Lix), Paris, M. Dreyfous, 1879
- Told in the Twilight: Containing “Parkwater” and nine shorter stories (1875)
- Parkwater: with Four Other Tales (1876)
- A Tale of Sin and Other Tales (1881)
- Johnny Ludlow, Second Series (1880) Publié en français sous le titre Perdu à la poste, (traduit par M. de Nanteuil), Paris, Hachette, Bibliothèque des meilleurs romans étrangers, 1890
- Johnny Ludlow, Third Series (1885)
- Lady Grace and Other Stories (1887)
- The Unholy Wish and Other Stories (1890)
- Ashley and Other Stories (1897)

## Sources
- Claude Mesplède  et Jean-Jacques Schleret (Éd. rév. de: SN, voyage au bout de la Noire), Les auteurs de la Série noire, 1945-1995, Nantes, Joseph K, coll. « Temps noir », 1996, 627 p. (ISBN 978-2-910-68611-6, OCLC 300207570), p. 1045-1046.
- (en) Sally Mitchell, « Wood [née Price], Ellen [known as Mrs Henry Wood] », dans Oxford Dictionary of National Biography, Oxford University Press, 2004 (lire en ligne ).